# Yoshimitsu Shimoyama
Yoshimitsu Shimoyama (下山 吉光, Shimoyama Yoshimitsu), né le 6 mai 1976 dans la Préfecture de Kanagawa, est un seiyū japonais.

## Rôles

### Animation
- MegaMan NT Warrior : Gutsman.exe (EXE) et Gravityman.exe (AXess)
- Naruto : Inabi Uchiha (épisode 129)
- Tokyo Demon Campus : Tsutsumidoori
- Utawareru mono : Mukkuru
- Gintama : propriétaire du magasin (OVA), Muu-san, Arsonist, autres
- Kuroshitsuji : Harold West (épisodes 14-15)
- Power Rangers : Turbo : Blue Senturion
- Power Rangers dans l'espace : Blue Senturion, Gold Ranger
- Juken Sentai Gekiranger : Kademu
- Samurai Sentai Shinkenger : Hachouchin
- Kaizoku Sentai Gokaiger : Sugormin
- Fairy Tail : Arzak Connel